# Брусовое (Курская область)
Брусовое — село в Поныровском районе Курской области России в составе Возовского сельсовета.

## География
Расположено на севере области, рядом с посёлком Возы, сёлами Тифинское и Березовец на реке Брусовец, примерно в 52 километрах севернее Курска, высота центра селения над уровнем моря — 243 метра.
Уличная сеть состоит из 14 географических объектов: Анциферовка, Бугрянка, Выселки, Жилинка, Заречка, Ильинка, Какуринка, Крюк, Новосёловка, Романовка, Хохловка, Яковлевка, Заречная и Молодёжная.

## История
До 2010 года возглавляло Брусовской сельсовет. После упразднения Брусовского сельсовета Брусовое вошло в состав Возовского сельсовета.

## Население
| 2002 | 2010 |
| ---- | ---- |
| 503  | ↘421 |

Национальный состав
Согласно результатам переписи 2002 года, в национальной структуре населения
русские составляли 99 % из 503 человек.
Гендерный состав
В 2010 году в селе проживал 421 человек — 191 мужчина и 227 женщин.   

## Инфраструктура
В селе расположена братская могила воинов, павших во время Великой Отечественной войны. В частности, здесь похоронен Герой Советского Союза Иван Сидоров. Также в Брусовом есть библиотека.

## Транспорт
Выезд на автодорогу 38К-018 «Курск — Поныри».